# Пелопија
Пелопија (грч. Πελόπεια) је у грчкој митологији била кћерка краља Тијеста.

## Митологија
Пелопија је са својим оцем имала сина Егиста. Тијест је посетио пророчиште у Делфима, са питањем како може да се освети свом брату Атреју. Пророчиште је дало одговор да мора да спава са сопственом кћерком, која ће му тако родити сина који ће се осветити уместо њега. Када је потом Тијест дошао у Сикион, открио је да тамо полажу жртву Атени током ноћи, па се у страху да не поремети обред, сакрио у шумарку. Задесило се да је Пелопија водила групу која је плесала, али се саплела и умрљала своју хаљину крвљу убијене жртве. Када је отишла до оближњег извора да опере крв са хаљине, силовао ју је отац који је искочио из шумарка. Међутим, како је он њој одузео девичанство, тако је она њему отела мач; њега је касније добио Егист који је том приликом зачет. Убрзо након тога и Атреј је консултовао пророчиште због неродице која је задесила Микену. Саветовано му је да Тијеста позове да се врати у град. Слушајући инструкције пророчишта, Атреј је отишао на двор краља Теспрота, надајући се да ће наћи брата тамо. Брата није нашао, али јесте Пелопију, за коју је веровао да је Теспротова кћерка, па је замолио краља да му да њену руку. Краљ је испунио жељу Атреју и осветник Егист, још увек у материци, био је доведен у Микену и то га је довела његова будућа жртва, која га је одгајила као рођеног сина. Годинама касније, Атрејеви синови су ухватили Тијеста и затворили га у тамницу. Атреј је тада наложио Егисту, за кога је веровао да је његов трећи син, да убије Тијеста у тамници. Егист је ушао у тамницу са намером да изврши Атрејев захтев, али је Тијест препознао мач и питао га одакле му. Младић је одговорио да му га је дала мајка. Тако су се отац и син препознали, јер је Пелопија потрвдила да је мач припадао Егистовом оцу, али када је сама схватила ко ју је силовао, тим мачем је пробила своје груди.

## Друге личности
- Кћерка краља Пелије и Анаксибије или Филомахе. Свом брату Акасту је даровала омотач са двоструким преклопником пре него што је одједрио у Колхиду са Аргонаутима.[1]

- Према Аполодору, једна од Ниобида. Међутим, Хигин и Овидије у „Метаморфозама“ је не наводе.[2]

- Према Аполодору, Кикнова мајка, кога је имала са богом Арејем.[1]